# Rogoz (Máramaros megye)
Rogoz falu Romániában, Máramaros megyében.

## Fekvése
Máramaros megyében, Oláhlápos és Magyarlápos között, a Lápos és  a Kupsa folyó torkolatánál fekvő település.

## Nevének eredete
Nevét szláv eredetűnek tartják, e szláv nevet a román és a magyar nyelv is átvette. Jelentése káka, sás - mely a Lápos folyó ingoványaiban egykor bőven termett.

## Története
A település nevét az oklevelek 1488-ban említették először Rogoz, majd 1594-ben Rhogoz néven.
Rogoz birtokosa kezdetektől fogva a losonci Bánffy család volt, azonban a Losonczyak egyik tagja Losonczy Albert elzálogosította Györgyfalvi Lászlónak.
1553-ban Csicsóvár tartozéka lett.
1584-ben Báthory Zsigmond e Magyarláposhoz tartozó falu lakóit felmentette az adózás alól; szűk, terméketlen területük miatt.
1594-ben már Báthory Zsigmond fejedelem birtokának írták, majd Rákóczi Zsigmondé lett, aki 1607-ben Allya Farkas Küküllő vármegyei főispánnak és nejének Bánffy Margitnak adományozta a cserébe átengedett több más falubeli birtokukért.
1618-ban fejedelmi birtok volt és Szamosújvárhoz tartozott.

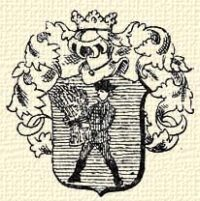
A Rogozi Kozma család címere 1643-ból

1630-ban Brandenburgi Katalin e Szamosújvárhoz tartozó birtokot Cserényi Farkasnak adta zálogba, ezt 1631-ben Rákóczi György is megerősítette.
1634-ben Gyulafehérváron I. Rákóczi György Rogozi Kozma Mátyásnak nemességet adott.
1721-ben Rogozt Kollatovics György kapta Offenbányáért a kincstártól pótlásra.
1749-ben Szamosújvár vára volt Rogoz zálogbirtokosa, aki a falut báró Pongrácz Györgynek adta.
1750-ben Pongrácz György unokája Muszlay Gáborné Vay Anna itteni birtokrészét Vay Ádámnak adta el.
1768-ban a kincstár a birtokot a Pongrácz örökösöktől magához váltotta és 1772-ben gróf Mikes Antal özvegyének gróf Haller Zsuzsánnának adta cserébe Offenbányáért. 1772-től birtokosa a Mikes család volt, és még 1898-ban is az ő birtokuk volt.
Rogoznak 1886-ban 1069 lakosa volt, melyből görögkeleti és római katolikus 1062, helvét hitű 2, zsidó 5 személy volt.
1891-ben 1126 lakosából 2 római katolikus, 181 görögkatolikus, 925 görögkeleti, 6 református és 12 izraelita volt.

## Nevezetességek
- Görögkatolikus fatemploma 1886-ban épült, Szent Paraszkéva tiszteletére szentelték fel. Harangjai 1886 és 1896-os évekből valók. Az egyik harangot 1885-ben Rojahidán öntötték, a többi kolozsvári és budapesti öntésű.
- Görög keleti fatemploma az 1661 évi tatárdúlás alatt leégett, 1663-ban épült fel mai templomuk, mely további hét máramarosi fatemplommal együtt 1999-ben lett a világörökség része. A templomot 1717-ben építették újjá, mint az a templom feliratán is olvasható. Festményeit II. József császár idejében 1786-ban Radu Munteau készítette. A templom védőszentjei Mihály és Gábor őrangyalok. A karcsú tornyú fatemplom a havasi építészet egyik csodája. Négyszög alakú templomhajó előtere apszissal záródó, kúpos templomtornyának négy fa fiatornya van. Oltára hétszögű. Külön érdekessége még az épületnek, hogy az eresz alatti gerendáinak végei lófejet ábrázolnak.

## Képek

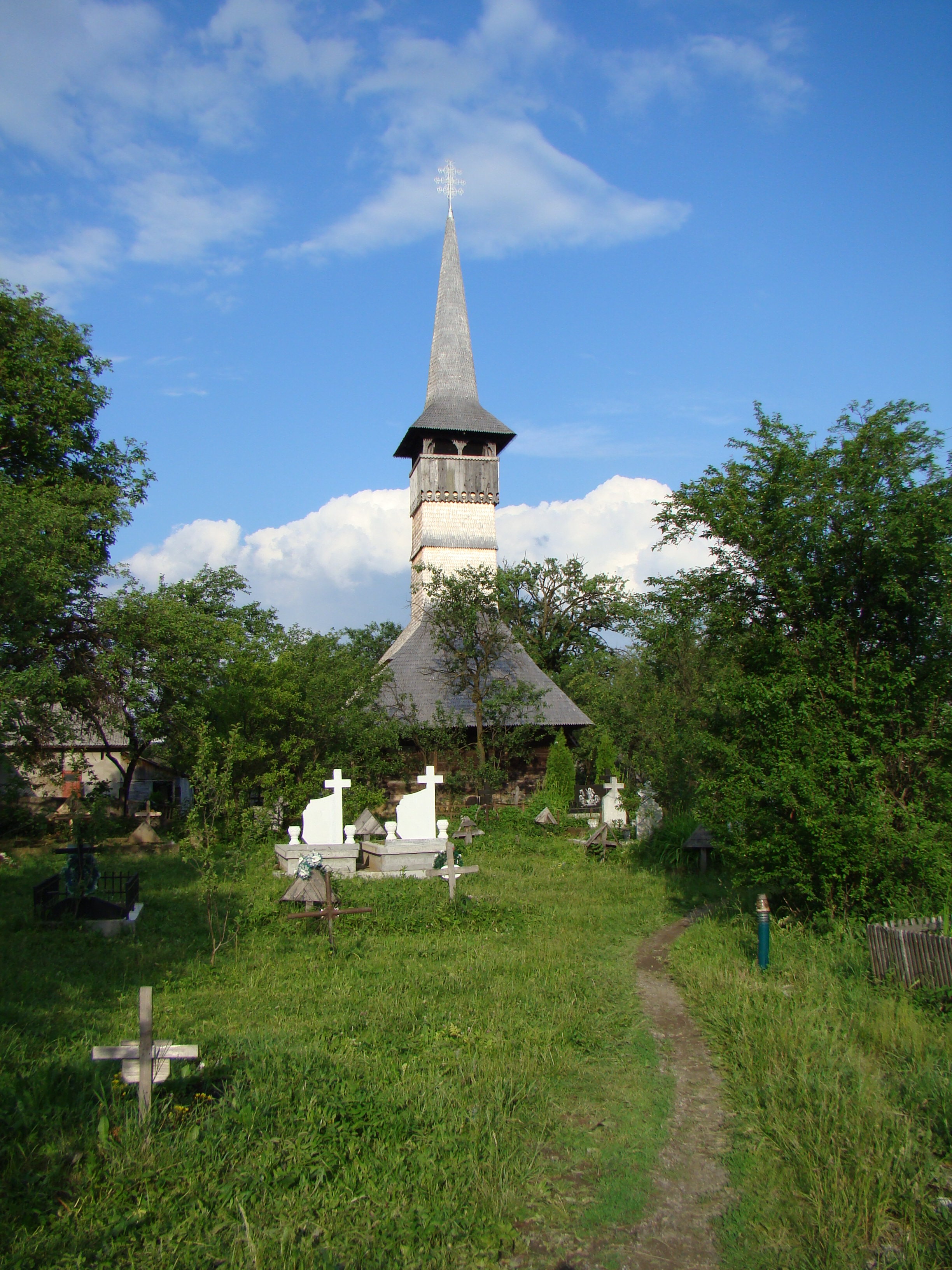
A templom épülete távolról
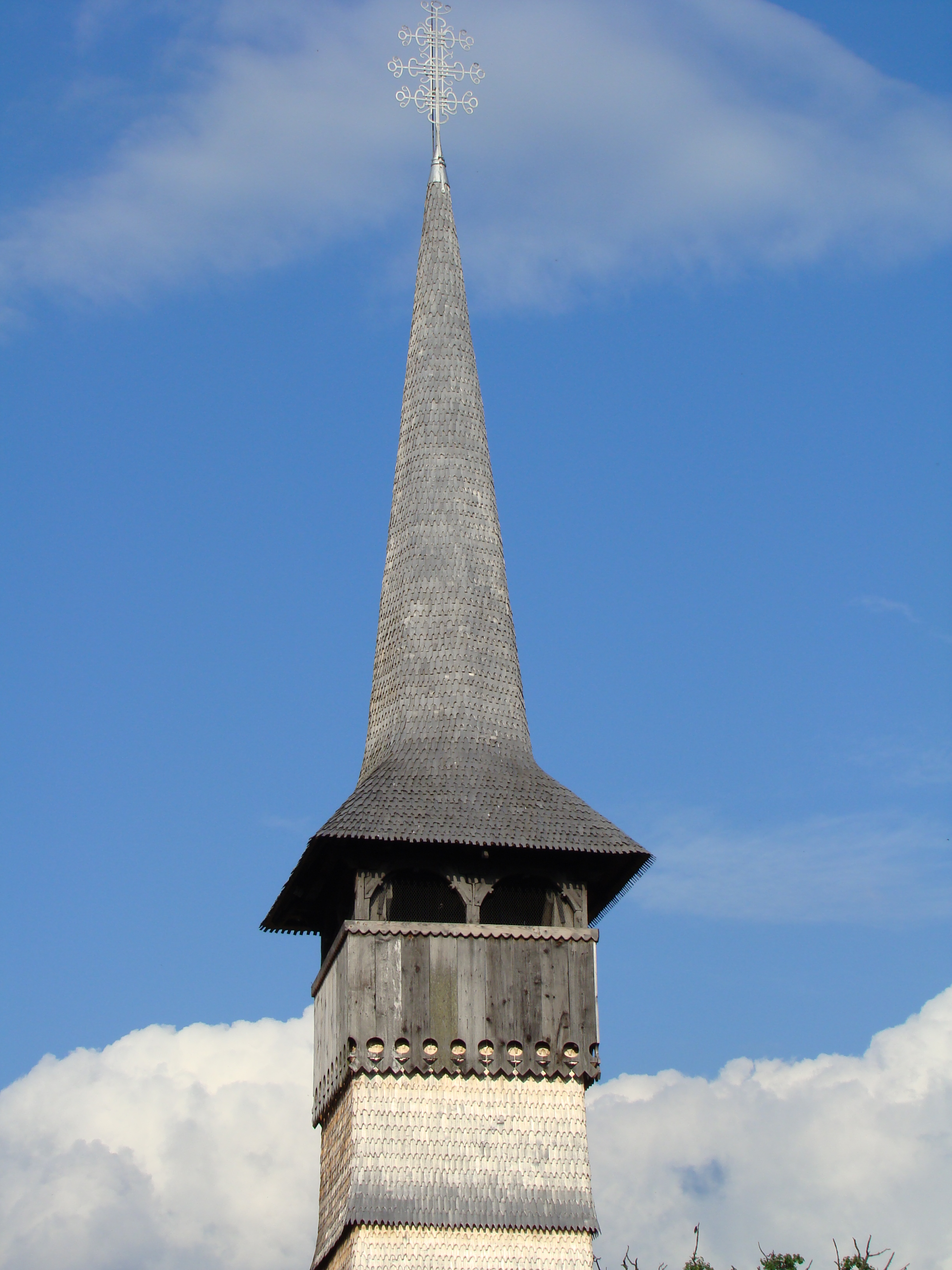
A fatemplom tornya közelről
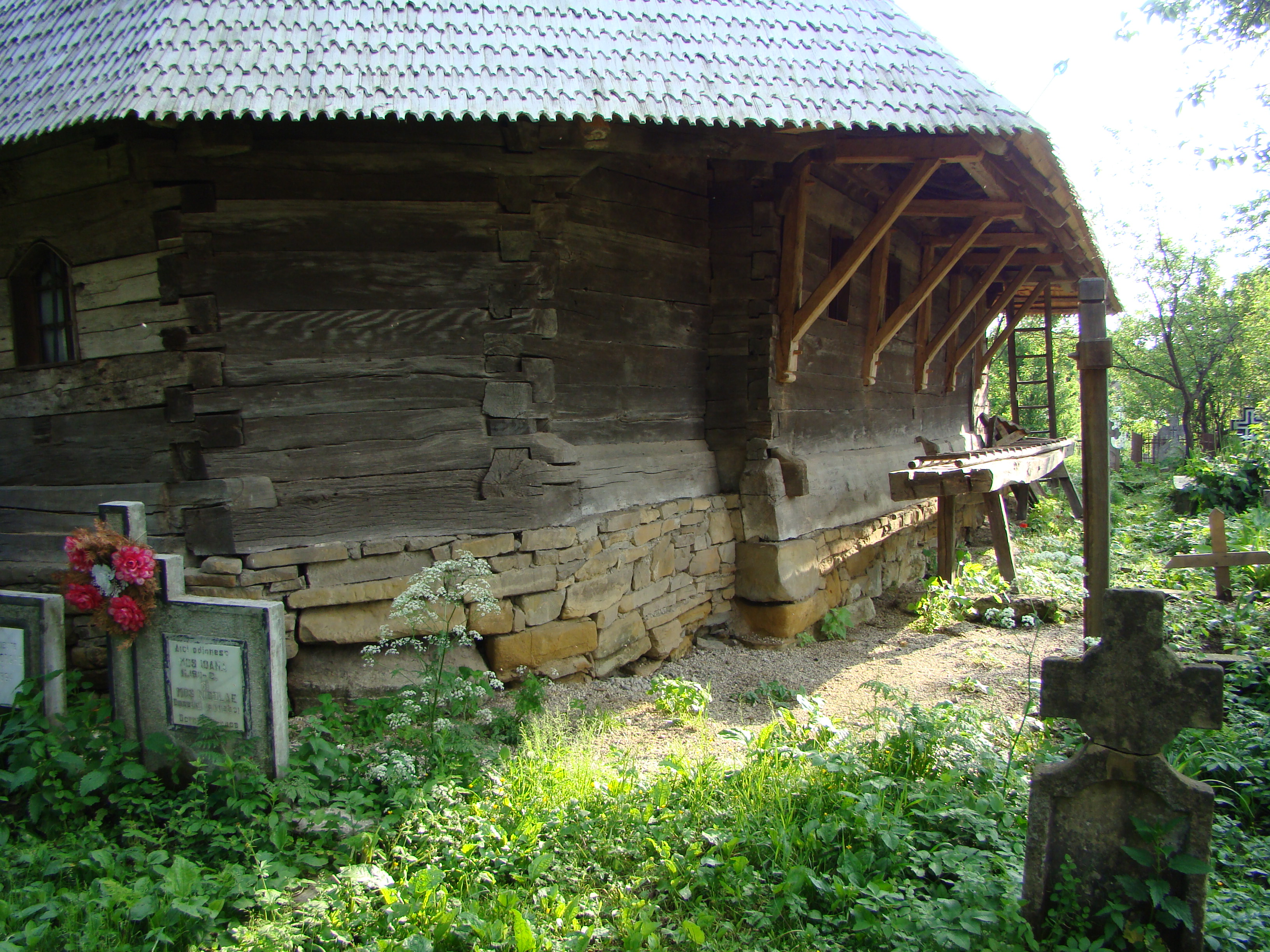
A fatemplom részlete